# توفيق الفكيكي
أبو أديب توفيق بن علي بن ناصر الفكيكي (1321 هـ - 1389 هـ). محامي وكاتب وأديب بغدادي، تخرّج من المدرسة الرشديّة في بغداد ثمّ من دار المعلمين، فمارس التعليم ثمّ دخل كلّيَّة الحقوق فاشتغل بالمحاماة، ثمّ انتسب إلى سلك القضاء حتّى استقال منه ليعمل فترة من الزمان في الصحافة والسياسة، وقد انتُخب نائباً. وبالإضافة إلى ذلك فإنّه صنّف كتباً في الأدب والتاريخ والدين والقضايا الاجتماعيّة.

## آثاره
من آثاره المطبوعة:
| - الراعي والرعية. شرح لعهد علي بن أبي طالب لمالك الأشتر المرويّة في نهج البلاغة، وهو من أشهر مؤلّفاته، وقد طُبع مراراً، وتُرجم إلى الفارسيّة. - المتعة وأثرها في الإصلاح الاجتماعي. ردّ فيه على السيّاح المصري محمّد ثابت فيما دوّنه حول هذا الموضوع في كتابه المسمّى جولة في ربوع الشرق الأدنى، والشيخ موسى جار الله صاحب كتاب الوشيعة في نقض عقائد الشيعة. - سكينة بنت الحسين. | - أدب الفتوّة. - الحجاب والسفور. - حماية الحيوان في شريعة القرآن. - المعاهدات في الإسلام. - الإمام جعفر الصادق. - النخيّل: شعر ونثر. |